# Dunhua
Dunhua (chiń. 敦化; pinyin Dūnhuà, kor. 돈화) – miasto na prawach powiatu w północno-wschodnich Chinach, w prowincji Jilin na terenie koreańskiej prefektury autonomicznej Yanbian.
Powierzchnia miasta wynosi 11957 km². Według danych z 2007 roku miasto zamieszkiwało 480 000 mieszkańców, z których 95% stanowili Chińczycy Han. Pod względem powierzchni oraz liczby mieszkańców jest największym miastem w prefekturze.

## Historia
W 698 roku zbiegły z niewoli chińskiej, pochodzący z koreańskiego królestwa Goguryeo generał Tae Cho Yŏng (kor. 대조영, chiń. 大祚榮) dowodzący tunguskim plemieniem Sumo Mohe doprowadził do utworzenia nowego państwa Jin (진, hancha: 震, później także Balhae). Pierwszą stolicę kraju założono w pobliżu gór Dongmu (kor. 동모, chin. 东牟) na dzisiejszych obrzeżach miasta Dunhua. Kraj Jin zajmował obszar ziem dawnego Goguryeo, uważając się za jego spadkobiercę. W 712 roku Jin zmieniło nazwę na Balhae. W południowej części miasta, oprócz ruin pierwszej stolicy Balhae, znajdują się pochodzące z jego okresu grobowce Liudingshan (六顶山).